# Sân bay Nyunzu
Sân bay Nyunzu (ICAO: FZRN) là một sân bay ở Nyunzu, Cộng hòa Dân chủ Congo.